# Prîdnistreanske, Iampol
Prîdnistreanske (în ucraineană Придністрянське) este un sat în comuna Sloboda-Pidlisivska din raionul Iampol, regiunea Vinița, Ucraina.

## Demografie
Componența lingvistică a localității Prîdnistreanske
     Ucraineană (96,82%)
     Rusă (2,17%)
     Alte limbi (0,67%)
Conform recensământului din 2001, majoritatea populației localității Prîdnistreanske era vorbitoare de ucraineană (96,82%), existând în minoritate și vorbitori de rusă (2,17%).